# Tillier (Patrizierfamilie)

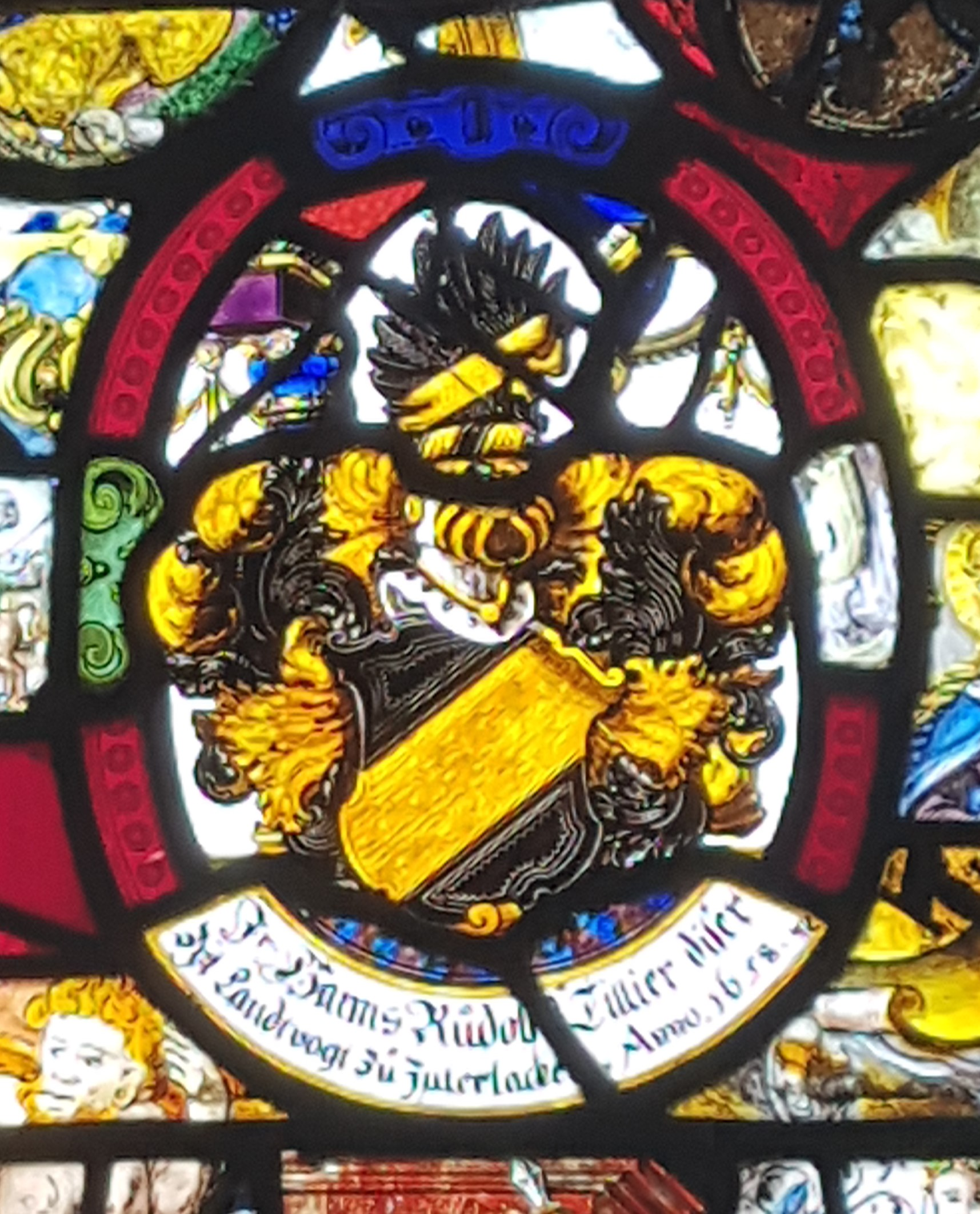
Wappen derer Tillier, Kabinettscheibe (1658)

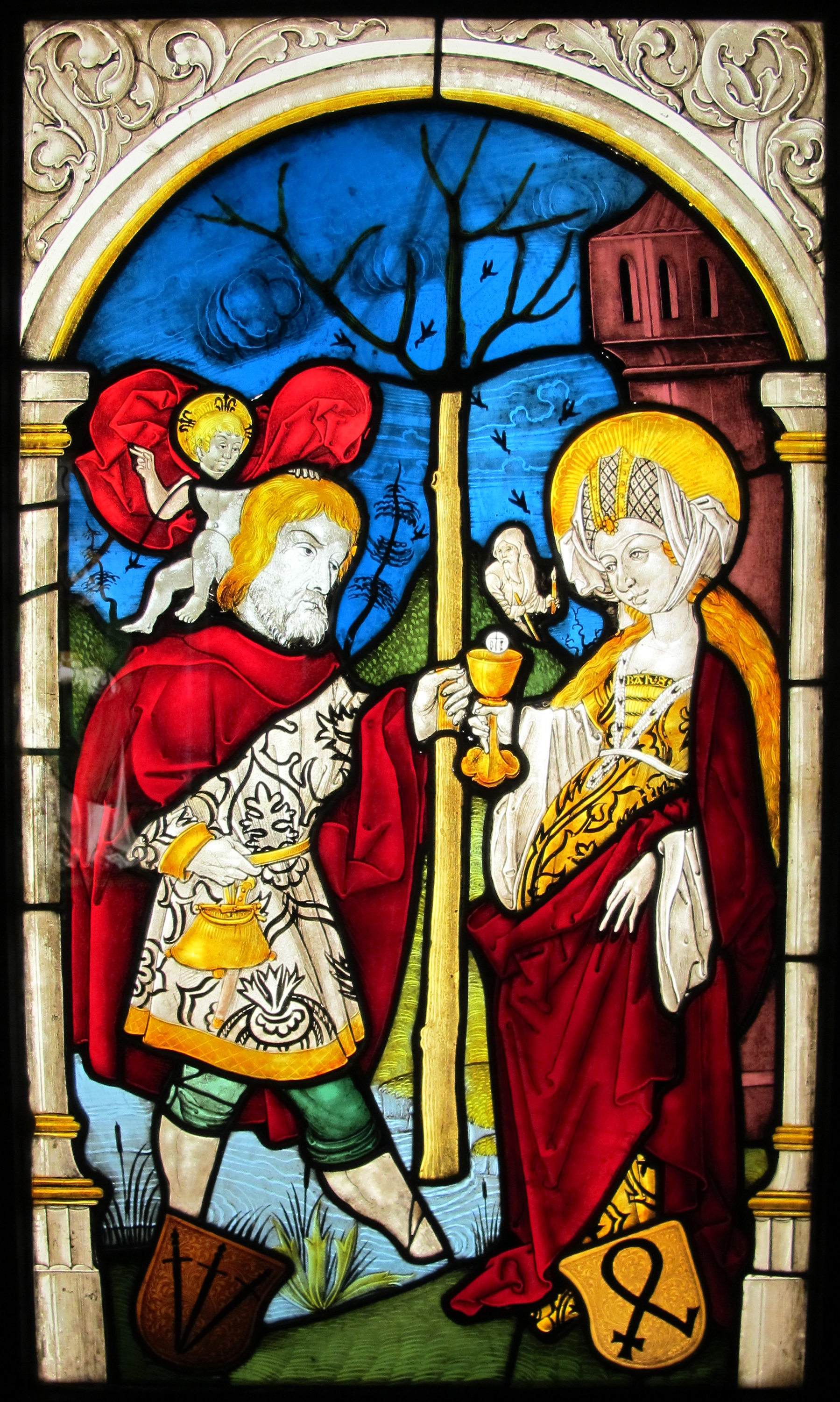
Christophorus und Barbara-Scheibe mit altem Hausmarken-Wappen Tillier, aus der Kirche Büren an der Aare (1510)

Die Familie von Tillier war eine Berner Patrizierfamilie, die seit ungefähr 1400 das Burgerrecht der Stadt Bern besass.

## Geschichte
Der älteste gemeinsame Ahne war Ludwig Tillier, der von 1414 bis 1420 in Bern fassbar ist. Von ihm gingen zwei Hauptlinien aus.
Die Familie gehörte seit 1455 der Gesellschaft zu Mittellöwen an und mit ihm starb 1854 der Mannesstamm aus. Andere Zweige waren zünftig zum Mohren (1524 bis 1583), zu Pfistern (1555 bis 1788) und zu Schiffleuten (1737 bis 1835). Im 16. Jahrhundert erhielt das Geschlecht den erblichen Adelsstand (den Junkertitel führten die Mitglieder des Geschlechts ohne das Prädikat „von“), 1715 den Reichsritterstand, späterhin im 18. Jahrhundert auch den österreichischen Freiherrenstand, mit dem Johann Anton Tillier (Generalquartiermeister) und Joseph Maximilian von Tillier, beide Feldmarschallleutnant und Ritter des Militär-Maria-Theresien-Ordens.
Von 1731 bis 1940 gehörte das Château de Champvent im Waadtland den Tillier.

## Personen
- Ludwig Tillier (1414–1420 in Bern)[1]

Hauptlinie I
- Johann Tillier († nach 1481), Wollschläger, Landvogt zu Interlaken, Zeugherr
- Johann Rudolf Tillier († 1516), Kommandant, Landvogt, Schultheiss von Thun[1]
- Johann Anton Tillier (I.) († 1562), Schultheiss von Burgdorf, Mitglied des Kleinen Rats, Landvogt zu Avenches, Venner zu Mittellöwen, Landvogt zu Lausanne, Deutschseckelmeister, Bauherr vom Rat
- Johann Anton Tillier (II.) (1528–1598), Mitglied des Kleinen Rats
- Johann Anton Tillier (III.) (1569–1634), Obervogt, Ratsherr[7]
- Johann Anton Tillier (IV.) (1604–1682), Grossweibel, Schultheiss zu Burgdorf, Landvogt zu Lausanne, Mitglied des Kleinen Rats, Welschseckelmeister
- Johann Rudolf Tillier (1629–1695), Mitglied des Kleinen Rats
- Johann Anton Tillier (VI.) (1648–1678)
- Johann Anton Tillier (VII.) (1675–1731), Mitglied des Kleinen Rats, Venner zu Mittellöwen
- Johann Anton Tillier (X.) (1705–1771), Schultheiss von Bern
- Emanuel Samuel Tillier (1751–1835), Oberst, Feldmarschall, Mitglied des Grossen Rats
- Johann Anton von Tillier (XIII.) (1792–1854), Historiker und Politiker

Seitenlinie
- Anton Tillier († 1551), Landvogt von Aarberg, Aigle und Lausanne
- Abraham Tillier (1594–1654), Obervogt zu Schenkenberg
- Abraham Tillier (III.) (1634–1704), Obervogt zu Schenkenberg, Mitglied des Kleinen Rats, Venner zu Pfistern
- Johann Anton Tillier (V.) (1637–1705), Landvogt zu Aarberg, Landvogt zu Oron
- Johann Franz Tillier (1662–1739), Generalfeldmarschallleutnant in österreichischen Diensten
- Johann Rudolf Tillier (1667–1746), Mitglied des Kleinen Rats, Venner zu Pfistern
- Johann Anton Tillier (VIII.) (1712–1755), Kapitänleutnant in kaiserlichen Diensten[8]
- Johann Anton Tillier (IX.) (1722–1761), Generalquartiermeister in österreichischen Diensten, Mitglied des Grossen Rats
- Joseph Maximilian von Tillier (1729–1788), Feldmarschall-Leutnant